# Charles Herman Steinway

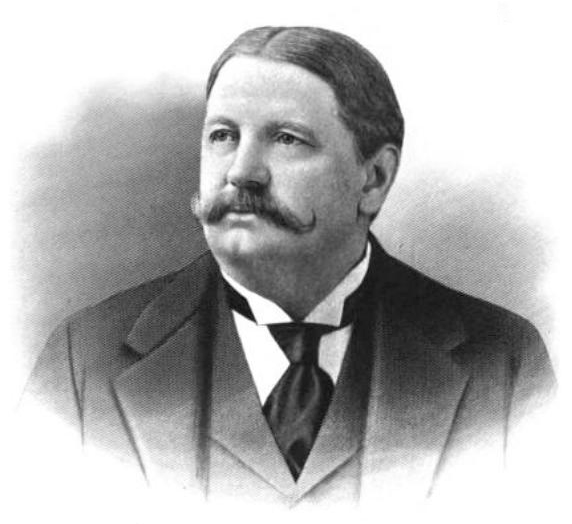

Charles Herman Steinway (* 3. Juni 1857 in New York City; † 31. Oktober 1919 ebenda) war amerikanischer Industrieller, Klavierbauer sowie Amateurkomponist und -Pianist.
Charles H. Steinway war der zweite Sohn des 1865 verstorbenen Carl Steinway. Er ging zunächst in New York auf die Schule und besuchte später ein Gymnasium in Berlin. 1874 begann er seine Ausbildung im Familienbetrieb, traditionell als Klavierbauer-Lehrling. Nach Ende der Lehre trat er in die Verkaufsabteilung ein. Nach dem Tode von William Steinway, der damals Firmenchef war, trat er dessen Nachfolge an. Er war als Geschäftsmann sehr erfolgreich, führte Steinway & Sons aus einer Krise in den Aufschwung und belebte das europäische Geschäft durch die Gründung von exklusiven Verkaufsmagazinen mit Vorführräumen, den Steinway-Häusern in Hamburg (1904) und Berlin (1909).
Da Steinway einer der Hauptgeschäftspartner von M. Welte & Söhne im Klavierbereich war, hat man dem geschätzten Geschäftsfreund im Juli 1913 die Möglichkeit gegeben, 10 seiner eigenen Kompositionen in Freiburg für Welte-Mignon einzuspielen und zu veröffentlichen. Bereits 1909 wurde eine seiner Kompositionen, Madeleine-Valse poétique, von dem englischen Liedbegleiter Edward Brightwell eingespielt. Charles Steinway war in den USA und in Deutschland aufgewachsen und fühlte sich beiden Ländern und Berlin sehr verbunden, eine seiner Kompositionen ist der Walzer „Die Spreekönigin“.